# Churchill (Manitoba)
Pour les articles homonymes, voir Churchill.
Churchill (inuktitut : Kuugjuaq) est une ville du Manitoba, située au bord de la baie d'Hudson à l'embouchure de la rivière Churchill. Surnommée la « capitale mondiale de l'ours polaire », son économie est basée sur le tourisme et le commerce maritime.

## Géographie

### Localisation
Installée à l'embouchure de la rivière Churchill, la ville se situe dans un écotone, à la jonction entre la taïga ou forêt boréale au sud, la toundra au nord-ouest et la baie d'Hudson au nord. Le sol est formé de pergélisol et d'affleurements du bouclier canadien. L'épinette noire est la variété d'arbre dominante, mais sous une faible densité. Les visiteurs peuvent y pratiquer la pêche sportive, des expéditions en canoë, en véhicule tout terrain, en hélicoptère ou en avion ultra-léger.
On peut y observer des aurores boréales quand les conditions sont favorables et qu'une forte activité solaire se combine avec des nuits noires.

### Faune

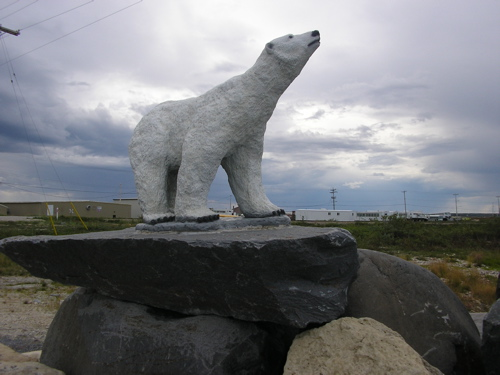
Statue d'un ours polaire à Churchill.

La ville est surnommée « capitale mondiale de l'ours polaire » en raison de la grande quantité d'ours polaires qui s'y aventurent à l'automne. Ces derniers constituent un des piliers de l'industrie touristique de la région. Les habitants de la ville ont même pour habitude de laisser les voitures déverrouillées, au cas où des piétons rencontreraient des ours polaires.
Il est assez commun pour les habitants de Churchill de laisser leurs portes de voitures ou de maisons ouvertes pour offrir une échappatoire aux piétons qui se feraient potentiellement attaquer par des ours polaires. Cette ville possède même une prison officielle pour ours polaires, comportant 28 cellules, où ceux-ci restent jusqu'à l'automne, avant d'être relâchés dans la nature, loin des humains.
Une autre attraction est l'observation des bélugas qui remontent la rivière en juin et juillet.
On peut aussi observer quelque 270 espèces d'oiseaux dans un rayon de 40 km autour de la ville, notamment le harfang des neiges, le cygne siffleur et le faucon gerfaut.
Le Parc national Wapusk est situé à 45 km au sud de la ville.

### Transport

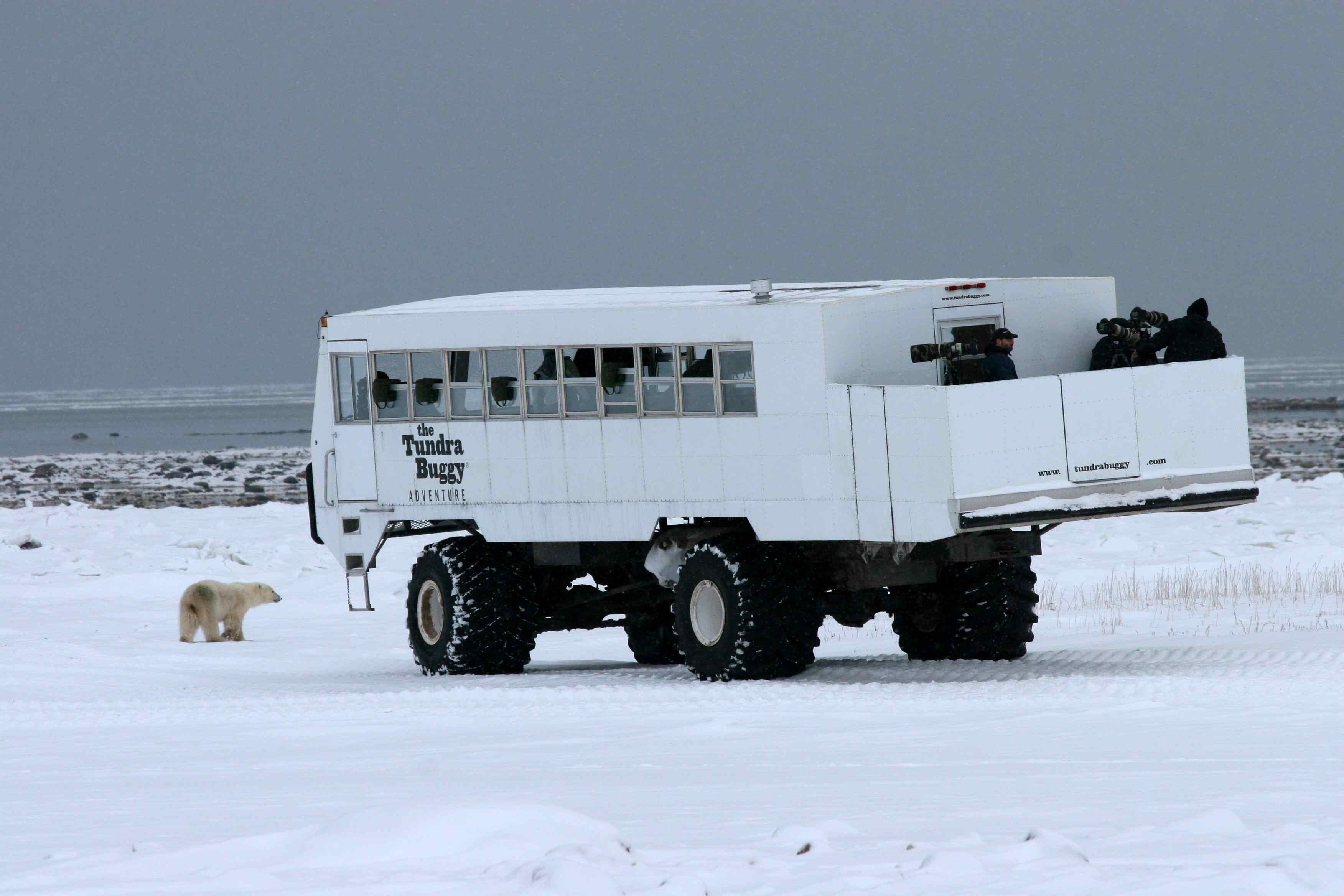
Véhicule tout terrain dans la toundra.

#### Transport maritime

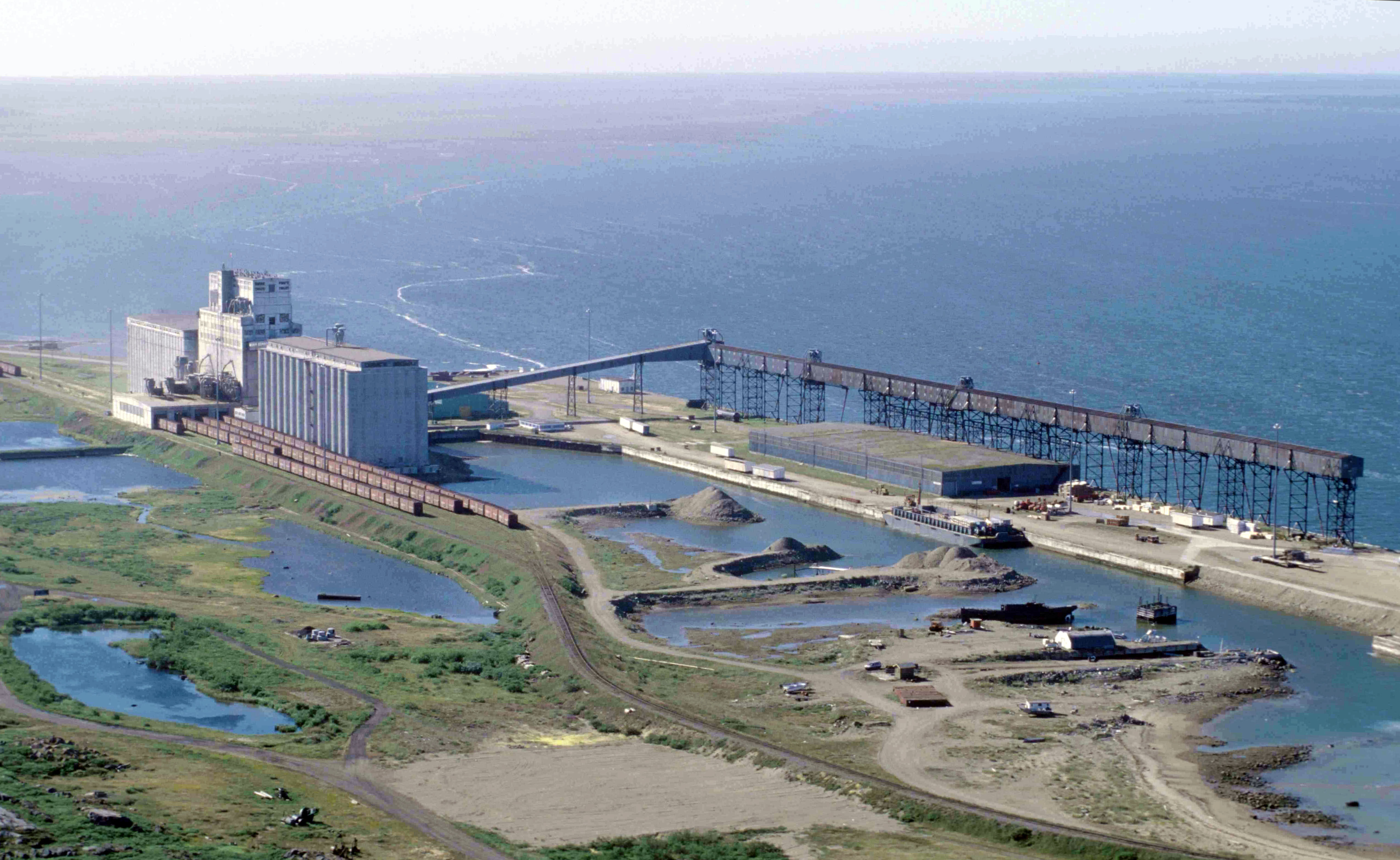
Port de Churchill.

Le port de Churchill est le principal port canadien en eau profonde sur les rives de l'océan glacial Arctique. Il possède quatre quais et peut accueillir des navires de type Panamax.
Il appartient depuis 1997 à la compagnie ferroviaire américaine OmniTRAX (Chemin de fer de la Baie d'Hudson). Son activité a décliné avec le démantèlement, en 2012, de la Commission canadienne du blé, qui en était le principal usager depuis 76 ans. Des subventions gouvernementales pour le transport du grain par ce port ont toutefois permis d'enrayer le déclin. Le port cherche aussi à diversifier ses exportations et ses importations. Les producteurs de pétrole de l'Alberta envisagent de s'en servir comme terminal maritime pour leur pétrole, qui y sera acheminé par train pour atteindre les marchés internationaux. Un premier chargement devrait quitter Churchill pour Rotterdam en octobre 2013. De même des études ont été débutées sur la possibilité de recevoir des navires porte-conteneurs en provenance d’Asie pendant la saison chaude (juin-octobre), pour l’importation de produits manufacturés.
Avec le réchauffement climatique, le passage du Nord-Ouest reste ouvert plus longtemps, augmentant la rentabilité du port. En 2010, il était ouvert à la navigation du 28 juillet au 2 novembre. C'est le seul port arctique connecté au réseau de chemin de fer d'Amérique du Nord via la ligne d'OmniTRAX. En 2007, le gouvernement fédéral a investi 8 000 000 $ dans sa modernisation.
Le port est desservi par deux compagnies maritimes nationales. La Northern Transportation Company fait la liaison avec Tuktoyaktuk, à l'embouchure du fleuve Mackenzie et Ikaluktutiak au Nunavut. Les huit navires de la Nunavut Sealink and Supply desservent 40 communautés établies au centre et à l'est de l'Arctique.

#### Transport ferroviaire
Le chemin de fer de la Baie d'Hudson relie la ville à Le Pas, au  sud du Manitoba, sur une distance de 1 300 km. Il appartient également à la compagnie américaine OmniTrax, qui possède une vingtaine de lignes en Amérique du Nord. Cette ligne sert au transport de grains, de minerais et de pétrole jusqu'au port de Churchill. Un train de voyageurs Via Rail fait également la liaison avec Winnipeg.

#### Transport aérien
L'aéroport de Churchill (nom de code : YYQ) dessert notamment une clientèle intéressée par l'écotourisme.

### Climat
Churchill bénéficie d'un climat subarctique. Bien que située à une latitude comparable à celle de villes européennes telles que Stockholm et Aberdeen, le climat y est bien plus froid. La température moyenne annuelle y est inférieure d'environ 14 °C. Les eaux froides de la baie d'Hudson qui bordent la ville en sont la principale cause. La température record la plus froide, −45,4 °C, a été enregistrée le 13 février 1979 et la température record la plus chaude, +36,9 °C, le 11 août 1991. Les chutes de neige sont abondantes et la moyenne annuelle de neige est de 191 cm.
| Mois                                  | jan.       | fév.       | mars       | avril      | mai        | juin      | jui.      | août      | sep.       | oct.       | nov.       | déc.       | année          |
| ------------------------------------- | ---------- | ---------- | ---------- | ---------- | ---------- | --------- | --------- | --------- | ---------- | ---------- | ---------- | ---------- | -------------- |
| Température minimale moyenne (°C)     | −30,1      | −28,8      | −23,9      | −14,4      | −5         | 2         | 7,3       | 7,7       | 3,2        | −3,9       | −16,4      | −25,9      | −10,7          |
| Température moyenne (°C)              | −26        | −24,5      | −18,9      | −9,8       | −1         | 7         | 12,7      | 12,3      | 6,4        | −1,2       | −12,7      | −21,9      | −6,5           |
| Température maximale moyenne (°C)     | −21,9      | −20,2      | −13,9      | −5,1       | 2,9        | 12        | 18        | 16,8      | 9,5        | 1,6        | −9         | −17,8      | −2,3           |
| Record de froid (°C) date du record   | −45,6 1942 | −45,4 1979 | −43,9 1955 | −33,3 1950 | −25,2 1983 | −9,4 1945 | −2,2 1972 | −2,2 1976 | −11,7 1972 | −24,5 1997 | −36,1 1961 | −43,9 1934 | −45,6 5/2/1942 |
| Record de chaleur (°C) date du record | 1,7 1981   | 1,8 2005   | 9 2004     | 28,2 1980  | 28,9 2003  | 32,2 1984 | 34,1 2021 | 36,9 1991 | 29,2 2003  | 21,7 2015  | 7,2 1947   | 3 1988     | 36,9 11/8/1991 |
| Ensoleillement (h)                    | 79,7       | 117,7      | 177,8      | 198,2      | 197        | 243       | 281,7     | 225,9     | 112        | 58,1       | 55,3       | 53,1       | 1 799,5        |
| Précipitations (mm)                   | 18,7       | 16,6       | 18,1       | 23,6       | 30         | 44,2      | 59,8      | 69,4      | 69,9       | 48,4       | 35,5       | 18,4       | 452,5          |
| dont neige (cm)                       | 21,7       | 19,3       | 20,4       | 24,9       | 15,5       | 3,3       | 0         | 0         | 4,2        | 29,8       | 39,2       | 22,9       | 201,2          |
| Nombre de jours avec précipitations   | 11,9       | 10,2       | 11         | 8,9        | 10,2       | 12        | 13,9      | 15,4      | 15,9       | 15,7       | 15,5       | 11,9       | 152,6          |
| Nombre de jours avec neige            | 11,9       | 10,3       | 11,1       | 8,3        | 6,7        | 1,5       | 0         | 0,06      | 2,6        | 11,6       | 15,6       | 12,3       | 92,1           |

| Diagramme climatique                                  |                |                |               |         |         |           |             |            |             |             |                |
| J                                                     | F              | M              | A             | M       | J       | J         | A           | S          | O           | N           | D              |
| −21,9−30,118,7                                        | −20,2−28,816,6 | −13,9−23,918,1 | −5,1−14,423,6 | 2,9−530 | 12244,2 | 187,359,8 | 16,87,769,4 | 9,53,269,9 | 1,6−3,948,4 | −9−16,435,5 | −17,8−25,918,4 |
| Moyennes : • Temp. maxi et mini °C • Précipitation mm |                |                |               |         |         |           |             |            |             |             |                |

## Démographie
| 1981  | 1986  | 1996  | 2001 |
| ----- | ----- | ----- | ---- |
| 1 304 | 1 217 | 1 089 | 963  |

| 2006 | 2011 | 2016 | - |
| ---- | ---- | ---- | - |
| 923  | 813  | 899  | - |

## Histoire

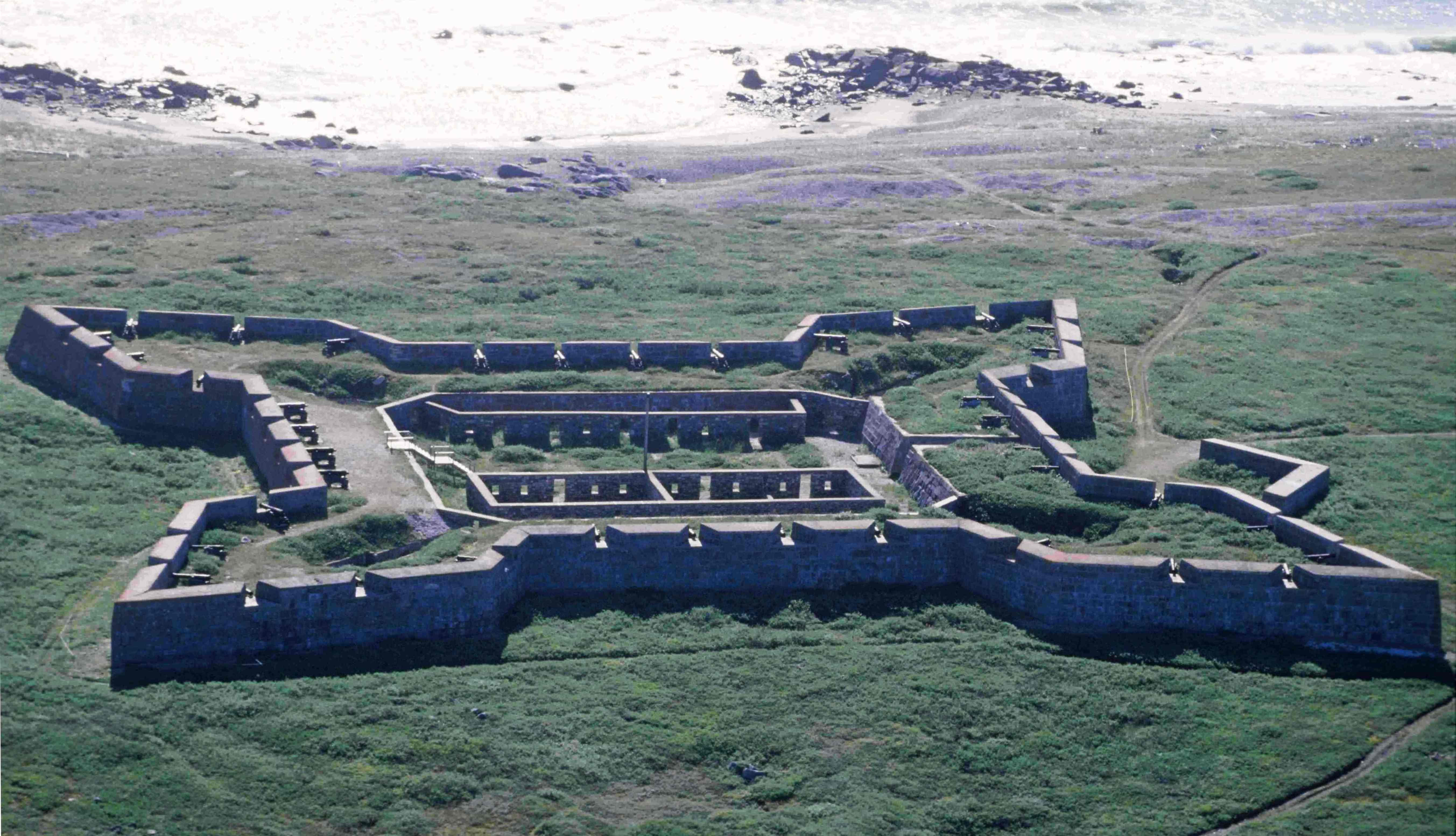
Fort Prince-de-Galles, à l'ouest de la rivière Churchill.

La région fut occupée par différentes populations de chasseurs nomades. Les proto-inuit arrivèrent dans la région il y a environ 1 000 ans en provenance de l'ouest. Les Dénés s'installèrent dans la région il y a 500 ans en provenance du nord. Les Tchipewyans et les Cris étaient les principaux occupants de la région au moment de l'arrivée des premiers Européens.
Les Européens parvinrent pour la première fois dans la région en 1619. Une expédition danoise dirigée par Jens Munk hiverna cette année-là dans les lieux de ce qui deviendra plus tard la ville de Churchill.
La première implantation humaine permanente est un fort en bois construit à l'embouchure de la rivière Churchill en 1717 et servant d'établissement pour le commerce de la fourrure à la Compagnie de la Baie d'Hudson. La ville doit son nom à John Churchill, 1er Duc de Marlborough, ancêtre de Winston Churchill et qui fut gouverneur de la Compagnie de 1685 à 1691.
Le fort en bois fut remplacé par un grand fort en pierre en 1741. Tenu par Samuel Hearne, le fort fut pris par les Français sans que le moindre coup de feu ne soit tiré et rasé en 1782, lors de l'expédition de la baie d'Hudson menée par La Pérouse. Un nouveau fort fut construit à proximité.
Le déclin du commerce de la fourrure entraîna le déclin de Churchill. Il faudra attendre l'essor de l'agriculture dans les grandes plaines de l'ouest canadien et le choix de Churchill à la fin de la première guerre mondiale comme lieu d'implantation d'un grand port sur les rives de la baie d'Hudson relié à la ville de Winnipeg par le chemin de fer pour que la localité connaisse une nouvelle période de prospérité. Le chemin de fer n'atteindra la ville qu'en 1927. Une fois la liaison ferroviaire achevée il faudra encore attendre de longues années avant que l'activité portuaire ne prenne véritablement son essor.
C'est à Churchill que furent « relocalisés » de force, en août 1956, des membres de la première nation dénés sayisis de Duck Lake, début d'une tragédie sociale et sanitaire qui faillit entraîner la disparition de leur groupe — et pour laquelle le gouvernement canadien a fini par faire des excuses officielles en août 2016.
Au printemps 2017, la ligne de chemin de fer qui dessert la ville est détériorée à la suite d'importantes inondations et la circulation est interrompue pour une durée indéterminée. La fermeture de la ligne entraîne une crise locale par la forte augmentation des coûts des marchandises. La voie est rétablie le 2 décembre 2018

## Base militaire
En 1942, la United States Air Force installa une base nommée Fort Churchill à 8 km à l'est de la ville. Après la Seconde Guerre mondiale, cette base fut opérée conjointement par le Canada et les États-Unis. Elle a été fermée dans les années 1960.
Des recherches ont aussi été menées sur l'ionosphère par le Conseil national de recherche à partir d'août 1943. En 1950, Churchill est intégré au réseau HMC NRS Churchill, rebaptisé HMCS CHURCHILL en 1956 et CFS Churchill en 1966, en tant que maillon du Système radio supplémentaire (SUPRAD) des Forces canadiennes. Les installations ont été fermées en 1968.
Un programme conjoint a été mené avec les États-Unis, le Churchill Rocket Research Range, de 1956 à 1984, qui consistait à lancer des fusées pour étudier l'atmosphère. 
Situé à 23 km à l'est de la ville, le site abrite depuis 1976 le Churchill Northern Studies Centre, qui étudie l'écosystème subarctique, les aurores boréales et les ours polaires, en plus d'offrir un soutien logistique aux chercheurs travaillant sur ces questions.
En 1950, le gouvernement britannique envisagea d'installer un centre d'essai nucléaire près de Churchill, mais a finalement choisi l'Australie.

## Personnalités
- Samuel Hearne (1745-1792), explorateur anglais.
- Jordin Tootoo, joueur des Red Wings de Détroit (Équipe de la LNH), est né à Churchill.
- Susan Aglukark, chanteuse Inuk, est née à Churchill.
- Moses Aupaluktuq, député de l'Assemblée législative du Nunavut, est né à Churchill.

## Churchill dans la littérature et la fiction
- La ville joue un rôle central dans Churchill, Manitoba d'Anthony Poiraudeau (éd. Inculte Dernière Marge, 2017).
- L'homme qui aimait les ours, avec Dennis Compayre |animaux & nature

105 min, 2020
réalisé par Alexis Barbier-Bouvet
produit par Films à Cinq, Capa Presse, Merit Motion Pictures (Merit Jensen Carr, Sally Ashcroft-Blake, Patrice Lorton)